# Mesaspis juarezi
El lagarto escorpión de Sierra de Juárez (Mesaspis juarezi) es un reptil del grupo de las lagartijas de la familia Anguidae. Su nombre hace alusión a la Sierra de Juárez donde esta especie habita.[cita requerida]

## Clasificación y descripción
Esta especie pertenece al grupo gadovi y es de los miembros de menor tamaño. Poseen el cuerpo poco robusto. Alcanzan una longitud hocico-cloaca de 81,4 mm; la cola es más larga que la longitud del cuerpo. La cabeza es triangular, en machos es más ancha que en las hembras. Las extremidades son cortas. Las escamas dorsales son cuadrangulares y lisas; poseen un pliegue granular bien definido en la región ventrolateral que comienza en la parte posterior del tímpano y finaliza en la región inguinal.
La coloración dorsal es café, algunos ejemplares pueden tener manchas en forma de “V” por toda la región dorsal; tiene una banda cantal que se origina en la parte posterior del orificio nasal, pasa por el ojo, la región temporal y se continúa posteriormente por la región dorsolateral del cuerpo como manchas oscuras, dando la apariencia de bandas; en la parte lateral pueden observarse algunas escamas negras con puntos claros; el pliegue lateral es negro con los mismos puntos claros. La región ventral es moteada con una coloración azul verdoso y varias manchas irregulares oscuras; en las hembras el dorso es café verdoso y en los lados del cuerpo se observa un café más oscuro. Tiene dos barras diagonales oscuras separadas por una blanca en las escamas supralabiales, justo debajo de la órbita.

## Distribución
Esta especie es endémica al estado de Oaxaca. Únicamente se registró para dos localidades en las partes altas de Cuicatlán.[cita requerida]

## Hábitat
Habita el bosque mesófilo de montaña a una altitud de 2468 a 2805 m, se encuentran en la hojarasca o debajo de rocas. Es insectívora, se alimenta de escarabajos, chapulines, chicharritas, moscas, mariposas, ácaros y arañas. Es una especie vivípara, una hembra fue encontrada el 7 de abril de 1979 la cual contenía tres embriones bien desarrollados en el oviducto y una hembra más que fue capturada en invierno la cual contenía huevos oviductales.
Unas hembras halladas a finales de febrero[¿cuándo?] en Peña Verde, delante de Concepción Pápalo, se encontraban preñadas, contenían en el oviducto dos embriones completamente formados. Dos hembras con longitud hocico-cloaca de 67 y 60 mm obtenidas en el mes de junio en Peña Verde, Oaxaca, presentaban 31 y 23 folículos vitelogénicos respectivamente.

## Estado de conservación
A nivel mundial, esta especie se encuentra dentro de la IUCN en la categoría de: amenazada. En la NOM-059-SEMARNAT, está como: protección especial.